# Cà de' Stefani
Cà de' Stefani è una frazione del comune cremonese di Vescovato posta a sudovest del centro abitato.

## Storia
La località era un piccolo villaggio agricolo di antica origine del Contado di Cremona con 175 abitanti a metà Settecento.
In età napoleonica, dal 1810 al 1816, Cà de' Stefani fu frazione di Cicognolo, recuperando l'autonomia con la costituzione del Regno Lombardo-Veneto.
All'unità d'Italia nel 1861, il comune contava 556 abitanti. Nel 1868 inglobò Montanara e Cà de' Sfondrati. Ad inizio Novecento il paese ospitava 1593 persone.
Nel 1927 il comune di Cà de' Stefani venne annesso dal comune di Vescovato.